# Qarah Owrī
Qarah Owrī (persiska: قره اوری, Qareh Āvar) är en ort i Iran.   Den ligger i provinsen Östazarbaijan, i den nordvästra delen av landet, 400 km nordväst om huvudstaden Teheran. Qarah Owrī ligger 1 082 meter över havet och antalet invånare är 235.
Terrängen runt Qarah Owrī är kuperad åt nordväst, men åt sydost är den platt. Qarah Owrī ligger nere i en dal.Runt Qarah Owrī är det ganska glesbefolkat, med 40 invånare per kvadratkilometer. Närmaste större samhälle är Dādlū, 15,6 km söder om Qarah Owrī. Trakten runt Qarah Owrī består i huvudsak av gräsmarker.